# Хаше
Хаше (нід. вимова: [ɦɑˈʃeː]) — традиційне голландське рагу з нарізаного кубиками м'яса, риби або птиці та овочів. Хаше на основі яловичини, цибулі, яблучного масла, хліба на сніданок і кислоти (зазвичай оцту або вина) є типовим зразком традиційної голландської кухні. У густу підливу додають гвоздику і лавровий лист. Зазвичай його подають із картоплею. Голландці іноді можуть поєднувати хаше з гюцпотом.

## Походження
Слово hachée французькою мовою означає нарізаний або мелений, будучи дієприкметником минулого часу від дієслова hacher — рубати або подрібнювати. Хаше були описані в середньовічних фуршетах, хоча точний рецепт зазвичай не описується. Ймовірно, рагу походить від повторного використання м'яса, приготованого в чавуні, разом з овочами, які випадково були доступні. Щоб м'ясо було ніжніше, додавали вино або оцет.